# 이유준 (축구 선수)
이유준(1989년 9월 26일 ~ )은 인도네시아 리가 2의 페르셀라 라몽간에서 미드필더로 활동 중인 대한민국의 축구 선수로 본래 이름인 이종인에서 이유준으로 개명했으며 대한민국과 인도네시아 이중 국적 보유자이다.

## 선수 경력
2016년경 바양카라 FC에 입단한 이후 100경기 이상을 소화했다.